# Шугарац
Шугарац (лат. Sarcoptes scabiei) је паразитски крпељ (антропод) који се закопава у кожу и узрокује шугу (лат. Scabies). Шугарац се може наћи у свим деловима света. Људи нису једини сисари који могу бити заражени. Остали сисари, попут дивљих и домаћих паса и мачака, као и кокоши, дивљих свиња, бовида, вомбата, коала и великих мајмуна су погођени.
Италијански биолози Косимо Бономо и Диацинто Кестони показали су у 17. веку да је шуга проузрокована крпељом шугарцем; откриће овог крпеља у 1687. означило је шугу као прву болест људи са познатим микроскопским узрочним агенсом. Болест ствара интензивне, кожне осипе када импрегнирана женка копа тунеле у површини епидермиса коже и полаже јаја у ископан тунел. Ларве, које се излежу за три до десет дана, крећу се по кожи, прелазе у нимфалну фазу, а затим сазре у одрасле крпеље. Одрасле јединке живе три до четири недеље на кожи домаћина.

## Клинички значај
Кретање крпеља унутар коже и на самој кожи производи интензивни свраб који може изгледати као алергична реакција. Одложена реакција хиперсензитивности типа 4 на крпеље, њихова јаја или скибала (пакети фецеса) јавља се приближно 30 дана након инфестације. Присуство јаја даје масиван алергијски одговор који, заузврат, производи више свраба. Појединци који су већ претходно били инфицирани могу развити симптоме у року од неколико сати.
Саркоптес (лат. Sarcoptes) је род паразита коже, а део је веће породице крпеља колективно познат као "крпељи шугарци". Они су такође сродни са изазивачем шуге псоптезе (лат. Psoroptes), такође крпељ који инфицира кожу домаћих животиња. Саркоптес манге (лат. Sarcoptеs mange) утиче на домаће животиње и слична инфестација код домаћих птића изазива болест познату као "лисаста нога". Најпознатији утицаји шугарца је свраб. Одрасли женски шугарац, након оплодње, буши и укопава се у кожу (обично на рукама или зглобовима, али и други делови тела такође могу бити погођени), и полаже јаја.
Продирање се врши помоћу делова уста и специјалних површина за сечење на предњим ногама. Док се они користе, крпељ се качи сисаљкама на ногама. Јаја су полагана у малим бројевима, како крпељ продире, а док се извиђају, шестоноге ларве се пењу на кожу и траже фоликуле длаке, где се хране и расту (одбацују старе кутикуле). У фоликулима длаке, ларве образују прве нимфалне фазе, са осам ногу.
У нимфалним фазама, створење се храни и мења кутикулу, а ако је мужјак, одраста. У случајевима женки, још једна промена кутикуле се јавља пре одраслог доба. Женка има више кутикула од мужјака, тако да траје дуже - 17 дана у поређењу са 9 до 11 дана за мужјака - да постигну коначну фазу раста. Женка је двоструко већа од мужјака.
Иако животни циклус траје само око две недеље, ретко се открива да појединачни пацијенти имају више од око десетак крпеља на њима. Чак и тако, овај број може узроковати узнемирујући свраб, нарочито ноћу, а тешка оштећења коже често долазе као резултат чешања, посебно увођењем инфективних бактерија, што може довести до екцема.
Јаја полаже женка просечно око два до три јајета дневно током два месеца. Око 2% британске популације се сматра инфицираним овим крпељима, којима је потребно око 25 минута до сат времена да се закопају у кожу.
Најбољи услови у којима се преноси шугарац налази се у подручјима са честим кожним контактом између људи, као што су руке и зглобови, пошто се крпељи преносе контактом коже са носачима и врло лако се шире. Инфестације шугарца најчешће се налазе код свиња. Они знатно смањују раст и брзину храњења, али обично умиру за око пет дана у типичним условима на фарми. Међутим,када једном уђу у стадо, крпеље је тешко елиминисати без великих мера.

## Морфологија
Одрасли шугарци су лоптасти, безочни крпељи са четири пара ногу (два пара испред и два пара иза). Они су препознатљиви по овалним, конвексним телима попут тела корњаче. Не долази до демаркације у цефалотораксу или абдомену, а површина крпеља има поклопце прекривене кратким длачицама. Предње ноге завршавају дугим, цевастим процесима познатим као сисаљке, а задње ноге се завршавају дугим длачицама. Мужјак има сисаљке на свим ногама осим трећег пара, што га разликује од женке. Женке су дуге 0,3 - 0,45 милиметара и 0,25 - 0,35 милиметара широке, а мужјаци су нешто више од половине те величине.

## Животни циклус
Овај крпељ - изазивач шуге пролази кроз четири фазе у свом животном циклусу: јаје, ларва, нимфа и одрасла јединка.
Након инфестирања човека домаћина, одрасла женка се закопа у најкраћи спољни слој коже (лат. stratum corneum), где излеже два или три јајета дневно. Ова овална јаја су дуга 0,1 - 0,15 милиметра и излазе као ларве за три до четири дана. Женка може да положи до 30 јаја, а затим умре на дну ископаног тунела. Након преображаја, шестоноге ларве мигрирају на површину коже, а затим се закопавају, обично у фоликуле длаке, где се формирају везикуле (оне су краће и мање од одраслих). После три до четири дана, ларве су се претварају у осмоноге нимфе. Овај облик се други пут мења у нешто веће нимфе, пре коначног преображаја у одрасле крпеље. Одрасли крпељи се даље паре. Парење се одвија само једном, јер тај догађај оставља женку стерилну до краја живота (један до два месеца). Импрегнирана жена затим оставља кесицу за митарење у потрази за одговарајућом локацијом за трајно закопавање. Једном када се пронађе локација, женка ствара свој карактеристични тунел у облику латиничног слова С (S), постављајући јаја у процес. Женка ће да настави продужавање свог тунела и полагање јаја током трајања свог живота.